# Grenzkino

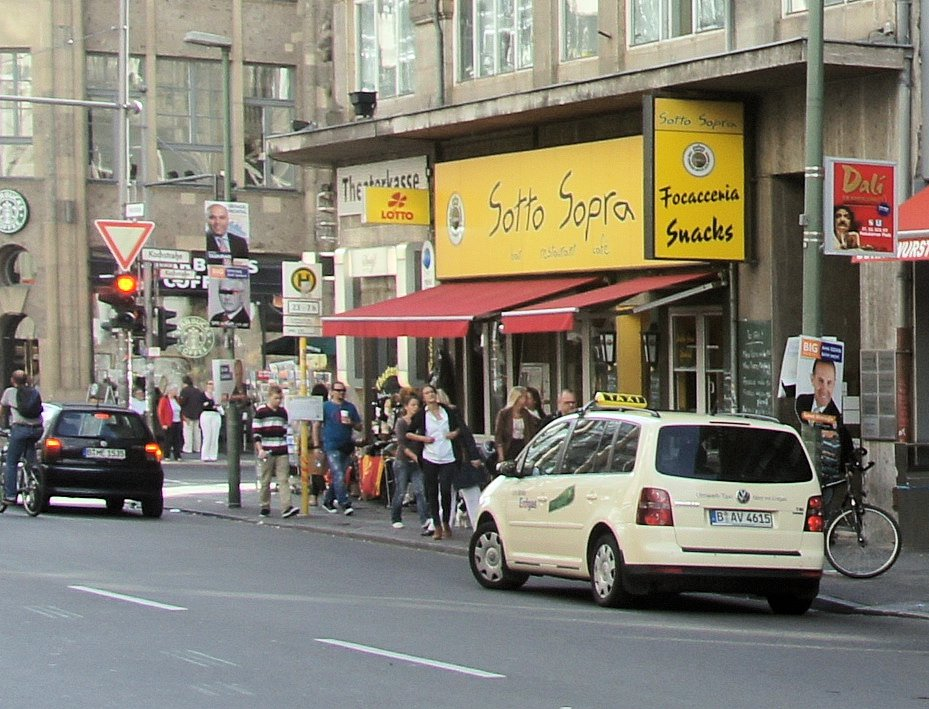
Foto aus dem Jahr 2011 von der Friedrich- Ecke Kochstraße zur Gegenüberstellung des historischen Fotos mit dem Grenzkino „City“ am Checkpoint Charlie. Aktuell befindet sich an dem Ort des Grenzkinos „City“ das Bar-Restaurant-Café „Sotto Sopra“.

Als Grenzkino bezeichnet man die Kinos im geteilten Berlin, die sich auf West-Berliner Seite der Viersektorenstadt leicht erreichbar an der Sektorengrenze zu Ost-Berlin befanden. Von Norden nach Süden gesehen waren das im Französischen Sektor die Bezirke Reinickendorf und Wedding, im Britischen Sektor der Bezirk Tiergarten und im Amerikanischen Sektor die Bezirke Kreuzberg und Neukölln.

## Liste von Grenzkinos
Die meisten Grenzkinos lagen an den wichtigsten Straßenverbindungen zwischen Ost- und West-Berlin, häufig in unmittelbarer Nähe der dortigen ersten Stationen der S- und U-Bahn. Hier eine kleine Auswahl:

### Französischer Sektor
Bezirk Reinickendorf
- „Bali“ (1953–1969) mit 264 Sitzplätzen, Provinzstraße 81, direkt an der Grenze am S-Bahnhof Schönholz

Bezirk Wedding

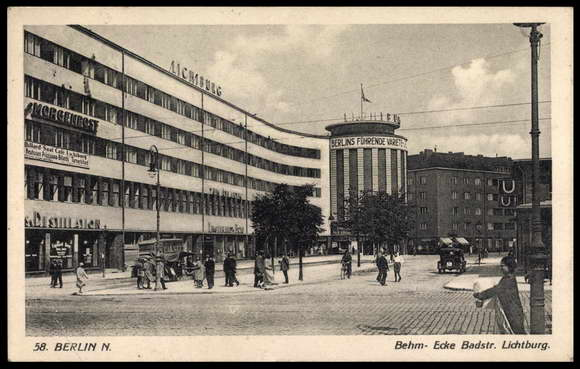
Das „Corso“ im Wedding, zuvor mit dem Namen „Lichtburg“, 1931

- „Polo-Lichtspiele“ (1912–1961) mit 281 Sitzplätzen, Chausseestraße 79, in der Nähe der Grenze am U-Bahnhof Reinickendorfer Straße
- Das größte: „Corso“ (1929–1962) mit 1933 Sitzplätzen, besser bekannt unter dem Namen „Lichtburg“, „Atlantic“, Behmstraße 7–9, direkt an der Grenze am Bahnhof Gesundbrunnen
- „Vineta Lichtspiele“ (1910–1961) mit 200 Sitzplätzen, Vinetaplatz 6, in der Nähe der Grenze am U-Bahnhof Voltastraße

### Britischer Sektor
Bezirk Tiergarten
- „Welt-Kino“ (1919–1966) mit 1024 Sitzplätzen, Alt-Moabit 99–103, in unmittelbarer Nähe der Grenze am Lehrter Stadtbahnhof
- „Aladin & Camera“ (1948–1961) mit 348 Sitzplätzen, Potsdamer Straße 12, in unmittelbarer Nähe der Grenze am S-Bahnhof Potsdamer Platz

### Amerikanischer Sektor
Bezirk Kreuzberg
- „City“ (1951–1967) mit 281 Sitzplätzen, Friedrichstraße 209.
- „Lido“ (1951–1966) mit 521 Sitzplätzen, Schlesische Straße 15, in unmittelbarer Nähe der Grenze am U-Bahnhof Schlesisches Tor
- „Casino-Lichtspiele“ (1952–1961) mit 716 Sitzplätzen, Schlesische Straße 26, in unmittelbarer Nähe der Grenze am U-Bahnhof Schlesisches Tor
- „WBT-Lichtspiele“ (1942–1961) mit 245 Sitzplätzen, Schlesische Straße 29, in unmittelbarer Nähe der Grenze am U-Bahnhof Schlesisches Tor

„Die Schlesische Straße war damals eine Kino-Meile mit regem Grenz-Verkehr von Ost-Berliner Cineasten, die sich westdeutsche Filme anschauen wollten.“

Bezirk Neukölln
- „Filmeck Britz“ (1932–1961) mit 706 Sitzplätzen, Britzer Damm 115, in der Nähe der Grenze am  U-Bahnhof Blaschkoallee
- „Orion“ (1953–1961) mit 375 Sitzplätzen, Neuköllnische Allee 52, in der Nähe der Grenze am S-Bahnhof Köllnische Heide

## Geschichte

### Entstehung
Nach Quellen ehemaliger DDR-Journalisten sollen „Grenzkinos“ seit Juli 1950 „auf Veranlassung der Filmsektion der US-Militärregierung (HICOG)“ speziell für Ost-Berliner Grenzgänger ausgewählt und mit einem Sonderstatus versehen worden sein. Oscar Martay (1920–1995), der Initiator der Internationalen Filmfestspiele Berlin, war ab 1948 als Film Officer der US-Militärregierung in West-Berlin tätig und hatte maßgeblichen Einfluss auf den Spielbetrieb der West-Berliner Kinos. Ein besonderes Anliegen war ihm neben der Gründung eines internationalen Filmfestivals die Gründung von „Grenzkinos“ an der Ost-Berliner Sektorengrenze. Dort sollten Filme verbilligt besonders für die Ost-Berliner gezeigt werden.

### Sonderstatus
Jeder Ost-Berliner durfte bei Vorlage seines Personalausweises zum Eintrittspreis 1:1 (das bedeutet: 1 DM West = 1 Mark Ost) ins Kino gehen. Nach der Währungsreform von 1948 war die DDR-Mark nicht konvertibel, ihr Schwarzmarktwert lag nur bei 25 West-Pfennigen. Die Ost-Berliner Grenzgänger tauschten ihr Ostgeld in West-Berliner Wechselstuben und bezahlten ihren Eintritt mit Westgeld. Die Mindereinnahmen wurden durch den Fortfall der Vergnügungssteuer ausgeglichen. Ab 1953 soll es diesen Steuererlass nur für gezeigte Filme gegeben haben, die auf einer von HICOG angelegten Liste standen.
Um den Ost-Berliner Grenzgängern entgegenzukommen, durften die Grenzkinos bereits in den Morgenstunden öffnen und ihr Programm während des gesamten Tages zeigen. (Regelzeiten zum Beispiel ab 9:30, 11:30, 13:30, 15:30, 18:00 und 20:15 Uhr) Das Kinoprogramm begann in der Regel mit einer wöchentlichen Zusammenfassung der Weltereignisse aus Politik, Kultur und Sport. Bekannte Beispiele hierfür: Die Neue Deutsche Wochenschau, Blick in die Welt, Fox Tönende Wochenschau, Welt im Bild (ab August 1956: Ufa-Wochenschau). Im Anschluss daran folgte der Spielfilm. Im Amerikanischen Sektor wurden vorrangig amerikanische Spielfilme, im Britischen Sektor britische und im Französischen Sektor französische Spielfilme in deutsch-synchronisierter Fassung angeboten, von denen man wusste, dass sie in den Kinos Ost-Berlins nie bzw. sehr viel später gezeigt werden würden.

### Das Ende
Mit dem Bau der Berliner Mauer endete die politische Bedeutung der Grenzkinos. Die „ideologische Beeinflussung“ durch die Kinos soll sogar einer der Gründe für den Mauerbau gewesen sein.
Das führte zu Protesten von Jugendlichen, die nun die Grenzkinos nicht mehr besuchen konnten.